# Granskär (norr Simskäla, Vårdö, Åland)
Granskär är en ö i Åland (Finland). Den ligger i Skärgårdshavet och i kommunen Vårdö i landskapet Åland, i den sydvästra delen av landet. Ön ligger omkring 40 kilometer nordöst om Mariehamn och omkring 260 kilometer väster om Helsingfors.
Öns area är 5,4 hektar och dess största längd är 360 meter i sydväst-nordöstlig riktning.